# Eduardo Chapero-Jackson
Eduardo Chapero-Jackson (Madrid, 1971) és un director, guionista i productor de cinema espanyol. Nascut a Madrid, de pare espanyol i mare nord-americana. Va estudiar Belles arts a la School of Visual Arts de Nova York i va cursar cinema en la Universitat de Nova York.
Es va formar en interpretació, direcció d'actors i dramatúrgia de la mà de diversos mentors com Fernando Piernas, Eduardo Recabarren, Augusto Fernández, Lidia García, Greta Seacat, Juan Carlos Corazza, etc. També va realitzar la formació en Psicologia Gestalt per l'Escola Ciparh de Madrid.

## Treballs
Va treballar durant diversos anys en la productora Sogecine com a coordinador de producció, desenvolupament de guions. Allí va ser productor associat de pel·lícules com The Others, de Alejandro Amenábar, a més de participar en la producció de Mar adentro, guanyadora del Oscar a la millor pel·lícula de parla no anglesa, Los amantes del círculo polar, Abre los ojos, Lucía y el sexo, entre moltes altres.
Deixa la companyia per a dedicar-se de ple a l'escriptura i direcció; els seus tres curts, Contracuerpo (2005, nominat al Goya. Competició Oficial del Festival de Venècia.), Alumbramiento (2007) i The End (2008), sumen més de 150 premis en festivals del tothom, en entre ells el de Millor Curtmetratge Europeu en el Festival de Venècia i Millor Curtmetratge per l'Acadèmia Europea de Cinema. En 2009 es van estrenar com a trilogia sota el títol A Contraluz a sales comercials d'Espanya, una fita el la distribució de curtmetratges.
En 2011 estrena Verbo, el seu primer llargmetratge, seleccionat pel Festival de Sant Sebastià, Festival de Sitges i nominat a tres Goya, inclòs Millor Director Novel. Distribuïda en diversos països.
En 2012 dirigeix ficció per a televisió i publicitat com a realitzador de la productora Tesaurus. Escriu i dirigeix Los Mundos Sutiles, híbrid entre documental i ficció, Menció Especial del Jurat en el Festival de Valladolid, nominada als Goya 2013 al Millor Documental i projectada en països de tot el món. Aquesta suposa la seva tercera nominació com a director: primer curt, primer llarg, primer documental; un rècord en l'Acadèmia espanyola de primeres nominacions.
En 2016 dirigeix la peça audiovisual Un viaje a través del José Alfredo per la formació musical DE LA PURÍSSIMA. Una mena de Tetraclip on l'univers d'aquesta banda madrilenya es barreja amb el del pintor CEESEPE. Protagonitzat per la líder del grup i actriu Julia de Castro al costat de Bárbara Lennie i Javier Rey entre d'altres.
Actualment es troba en pre-producció de El Séptimo Sueño, que començarà rodatge a la fi del 2014.

## Filmografia

### Director i guionista
- Contracuerpo (c)
- Alumbramiento (c)
- The End (c)
- Verbo (2011)
- Los mundos sutiles (2012)
- El séptimo sueño -en desenvolupament- (2015)
- La embajada - sèrie de Bambú Producciones per Antena 3 (2016)
- Tiempos de guerra - sèrie de Bambú Producciones per Antena 3 (2017)
- El embarcadero - sèrie d'Atresmedia Studios i Vancouver Media per Movistar+ (2019)

### Productor
- Alumbramiento (productor executiu)
- Un viaje mar adentro (productor)
- Los otros (productor associat)